# Каройи, Тибор (шахматист)
Ти́бор Ка́ройи (венг. Károlyi Tibor, англ. Tibor Karolyi Jr.; род. 15 ноября 1961, Будапешт) — венгерский шахматист; международный мастер (1983), международный арбитр (1997), теоретик, тренер.
Чемпион Венгрии 1984 года. В составе сборной Венгрии занял 3-е место в молодёжном (до 26 лет) чемпионате мира (Грац, 1981).
Тренировал Петера Леко и Юдит Полгар. Четверо учеников Каройи в разные годы (семь раз) становились призёрами юношеских чемпионатов мира.
Каройи — известный специалист в области дебютов. Его теоретические статьи постоянно публикуются в ведущем шахматном издании мира — «Нью ин Чесс».

## Книги
- Tibor Karolyi. Judit Polgar: The Princess of Chess. — London: Batsford, 2004. — 288 с. — ISBN 0-7134-8890-5.
- Tibor Karolyi, Nick Aplin. Kasparov's Fighting Chess 1993-1998. — London: Batsford, 2007. — 304 с. — ISBN 0-7134-8994-4.
- Tibor Karolyi, Nick Aplin. Kasparov's Fighting Chess 1999-2005. — London: Batsford, 2007. — 304 с. — ISBN 0-7134-8984-7.
- Tibor Karolyi, Nick Aplin. Endgame Virtuoso Anatoly Karpov. — Alkmaar: New In Chess, 2007. — 360 с. — ISBN 978-90-5691-202-4. Архивировано 25 декабря 2009 года.
- Tibor Karolyi, Nick Aplin. Kasparov: How His Predecessors Misled Him About Chess. — London: Batsford, 2009. — 360 с. — ISBN 1-906388-26-1.
- Tibor Karolyi, Nick Aplin. Genius in the Background. — Glasgow: Quality Chess, 2010. — 344 с. — ISBN 978-1906552-37-4.